# Macrothele calpeiana
Macrothele calpeiana (Walckenaer, 1805) è un ragno appartenente alla famiglia Hexathelidae.

## Distribuzione
La specie è stata reperita in Spagna, Italia e Africa settentrionale.

## Tassonomia
Al 2013 non sono note sottospecie e dal 2011 non sono stati esaminati nuovi esemplari.